# 安青錦新大
安青錦 新大（あおにしき あらた、2004年3月23日 - ）は、ウクライナ・ヴィーンヌィツャ州出身で、安治川部屋所属の現役大相撲力士。本名は、ダニーロ・ヤブグシシン（ウクライナ語: Данило Явгусішин
）。最高位は東前頭筆頭（2025年7月場所）。血液型はB型。

## 来歴

### 入門前
7歳から相撲を始め、2019年の世界ジュニア相撲選手権大会では3位となった。このジュニア選手権で角界とのパイプが出来たが、昔から相撲の動画を閲覧しておりいつかは大相撲の土俵に立ちたいと夢見ていた。相撲の動画の中でも2002年9月場所の朝青龍と貴乃花の一番の動画に感銘を受けた。相撲と並行して8歳から17歳の時はレスリングも経験し、17歳の時にはウクライナの国内大会で110kg級で優勝している。ウクライナの国立大学にも合格していたが、2022年2月にロシアのウクライナ侵攻が始まったため、戦火を逃れて相撲を続けられる環境を求めて同年4月に来日。2019年の世界ジュニア選手権で知り合った関西大学相撲部主将の自宅に居候して関西大学や報徳学園中学校・高等学校の相撲部の練習に参加したが、報徳学園の相撲部監督がヤブグシシンのことを大相撲の8代安治川（元関脇・安美錦）に紹介したことで、2022年12月に安治川部屋の研修生となった。

### 入門後
2023年7月場所前に正式に入門して新弟子検査を受検、興行ビザの取得を待って同年9月場所で初土俵を踏んだ。翌11月場所で序ノ口優勝。続く2024年1月場所で序二段優勝。翌3月場所は三段目に上がったが、6連勝で迎えた13日目の7番相撲で長村との一番に敗れ、初土俵以来の連勝は20で止まった。東幕下40枚目に昇進した5月場所は、5連勝の後、同場所幕下最下位格付け出しデビューした草野に敗れ6勝1敗。西幕下17枚目となった7月場所は、3番相撲で元十両日翔志に破れるも3場所連続の6勝1敗。同年9月場所では西幕下4枚目まで番付を上げ、2番相撲で琴手計に敗れたものの11日目に5勝目を挙げたことで新十両昇進が決定的と報じられ、最終的に4場所連続の6勝1敗で終えた。25日、日本相撲協会は11月場所番付編成会議を両国国技館内で行い、安青錦の昇進を決めた。
元安美錦の安治川部屋からは創設以来初、ウクライナからは獅司以来2人目、初土俵から所要7場所での関取昇進は、年6場所制となった1958年以降では5位のスピード出世となる。新十両会見では「恥ずかしい相撲は見せたくない。（2024年パリオリンピック出場の母国の選手のように）勝つ姿を見せたい」と意気込んだ。また「師匠は21歳で十両に上がった。それに負けないようにと思った」と意識するところを語っていた。11月場所は東十両11枚目の地位で10勝5敗の好成績を残し、2025年1月場所は最高位を西十両5枚目まで更新し、12勝3敗の好成績で終えた。2025年3月場所に新入幕となった。初土俵から9場所での新入幕は、付出しデビュー力士を除くと史上最速タイのスピード昇進となった。東前頭15枚目で迎えた3月場所は序盤を2勝3敗と黒星先行としたものの、6日目から一気に7連勝し勝ち越し、最終的に11勝4敗の好成績で新入幕にして敢闘賞を受賞。
東前頭9枚目に番付を上げた5月場所も、初日こそ敗れたものの2日目から8連勝で優勝争いに加わる。10日目から上位陣との取組が組まれ3連敗を喫したものの、残り3日間を3連勝し2場所連続で11勝4敗し敢闘賞受賞。同場所の好成績により、場所後には7月場所で史上最速の新三役（小結）昇進の可能性ありと報じられたが、6月30日発表の7月場所番付で、5月場所東小結だった髙安が同場所6勝9敗止まりだったにもかかわらず、平幕陥落せず西小結残留となるという、大相撲本場所が15日制となって以降史上初の珍事の影響で、自身最高位ではあるものの東前頭筆頭にとどまる。
7月場所3日目、横綱豊昇龍を渡し込みで破り初金星。初土俵から12場所での金星は、それまで小錦、友風が記録していた14場所を超え、年6場所制となった1958年以降、付出しデビュー力士を除けば史上最速記録となった。その他、初日と5日目に内無双を記録している。最終的には11勝4敗の準優勝で取り終え、技能賞を受賞した。

## 人物
- 「安青錦新大」の安と錦は師匠安治川から、「青」はウクライナの国旗や自身の目の色、「新大」は日本で一緒に生活した当時関西大学相撲部主将山中新大から取られた[17]。
- 目標とする力士は若隆景。2024年6月に若隆景が安治川部屋へ出稽古に訪れた際には直接指導を受け、刺激を受けていた[18]。
- 新十両昇進の際に、プロ入り前に稽古に参加した縁のある関西大学から化粧廻しを贈呈された[19]。
- 協会公式プロフィールによると、好きなアーティストは河島英五（曲は時代おくれが好き）、趣味はサウナ、好物は肉（特に牛タン）、好きなテレビ番組は『ジャンクSPORTS』、好きな漫画は『はじめの一歩』[20]。
- 2025年5月場所前の時点で来日丸3年以上となるが、『日刊ゲンダイDIGITAL』のインタビューの際に記者から「来日3年でここまで上手な力士も珍しい」と絶賛されるほど日本語が堪能である。ただし、本人によると日本語学校には一応通っていたが、それよりも日常会話をメインにして日本語を習得したという[21]
- 2025年のインタビューによると、家族は両親と異母兄1人。同時点で両親はドイツのクリーニング会社で収入を得ており、仕送りは特にしていないと語っている[2]。

## 取り口
得意手は右四つ・寄り。下げた頭を付けての下からの攻めが持ち味。日本でのアマチュア相撲の経験もあるため基本的な相撲の技術も高い。
『日刊ゲンダイDIGITAL』のインタビューによると、自身の四つ相撲のルーツは最初から組んで相撲を行うヨーロッパ流の相撲の指導にあるとのことで、一方で大相撲における立合いは発展途上だと自認している節がある。技巧相撲の背景には、師匠の安治川親方から懇切丁寧に受けている技術指導がある。
2025年5月5日、「親方ちゃんねる」に2025年春巡業岸和田場所の現場で撮影した背筋力測定企画が公開されたが、自身は背筋力249kgを計測。
十両に在位していた2024年11月場所の13日目で大奄美を相手に、幕内の2025年5月場所の5日目で翠富士を相手に、それぞれ内無双を決めている。

## 主な成績
2025年7月場所終了現在

### スピード記録
- 初土俵から十両昇進までの所要場所数：7場所（歴代5位）
- 初土俵から幕内昇進までの所要場所数：9場所（常幸龍、尊富士と並び歴代1位タイ）
- 初土俵（付け出しを除く）からの初金星所要場所：12場所（歴代1位）

#### 連勝記録
最多連勝記録は、20連勝。序ノ口（優勝）、序二段（優勝）と2場所連続7戦全勝優勝。
| 順位 | 連勝数 | 期間                                    | 止めた力士 | 備考                                                                      |
| ---- | ------ | --------------------------------------- | ---------- | ------------------------------------------------------------------------- |
| 18   | 20     | 2023年9月場所初日 - 2024年3月場所11日目 | 長村       | 同場所13日目に長村に敗れた。序ノ口デビューからの連勝記録としては歴代9位。 |

- 順位は幕下以下における連勝記録の順位を示している。

### 通算成績
- 通算成績：93勝24敗（12場所）
- 通算勝率：.795
  - 幕内成績：33勝12敗（4場所）
  - 幕内勝率：.733
  - 十両成績：22勝8敗（3場所）
  - 十両勝率：.733
  - 幕下成績：18勝3敗（3場所）
  - 幕下勝率：.853
  - 三段目成績：6勝1敗（1場所）
  - 三段目勝率：.857
  - 序二段成績：7勝0敗（1場所）
  - 序二段勝率：1.000
  - 序ノ口成績：7勝0敗（1場所）
  - 序ノ口勝率：1.000

### 三賞・金星
- 三賞：3回
  - 敢闘賞：2回（2025年3月場所・2025年5月場所）
  - 技能賞：1回（2025年7月場所）
- 金星：1個
  - 豊昇龍：1個（2025年7月場所）

### 各段優勝
- 序二段優勝：1回（2024年1月場所）
- 序ノ口優勝：1回（2023年11月場所）

### 場所別成績
| | 一月場所 初場所（東京） | 三月場所 春場所（大阪） | 五月場所 夏場所（東京） | 七月場所 名古屋場所（愛知） | 九月場所 秋場所（東京） | 十一月場所 九州場所（福岡） |
| --- | ----------------------- | ----------------------- | ----------------------- | --------------------------- | ----------------------- | --------------------------- |
| 2023年 （令和5年） | x                       | x                       | x                       | x                           | （前相撲）              | 西序ノ口14枚目 優勝 7–0     |
| 2024年 （令和6年） | 東序二段10枚目 優勝 7–0 | 東三段目18枚目 6–1      | 東幕下40枚目 6–1        | 西幕下17枚目 6–1            | 西幕下4枚目 6–1         | 東十両11枚目 10–5           |
| 2025年 （令和7年） | 西十両5枚目 12–3        | 東前頭15枚目 11–4 敢    | 東前頭9枚目 11–4 敢     | 東前頭筆頭 11–4 技★         | x                       | x                           |
| 各欄の数字は、「勝ち-負け-休場」を示す。 優勝 引退 休場 十両 幕下 三賞：敢=敢闘賞、殊=殊勲賞、技=技能賞 その他：★=金星 番付階級：幕内 - 十両 - 幕下 - 三段目 - 序二段 - 序ノ口 幕内序列：横綱 - 大関 - 関脇 - 小結 - 前頭（「#数字」は各位内の序列） |                         |                         |                         |                             |                         |                             |

## 合い口
2025年7月場所終了現在
（以下は最高位が横綱・大関の現役力士）
- 横綱・豊昇龍には1勝。2025年7月場所で初対戦で金星を獲得した。
- 横綱・大の里には1敗。
- 大関・琴櫻には1勝1敗。2025年7月場所で初勝利。
- 元大関・髙安には1敗。髙安の大関陥落後の対戦である。
- 元大関・正代には1勝。正代の大関陥落後の対戦である。
- 元大関・御嶽海には1勝。御嶽海の大関陥落後の対戦である。
- 元大関・霧島には1勝。霧島の大関陥落後の対戦である。

| 力士名   | 勝数 | 負数 | 力士名   | 勝数 | 負数 | 力士名 | 勝数 | 負数 | 力士名 | 勝数 | 負数 |
| -------- | ---- | ---- | -------- | ---- | ---- | ------ | ---- | ---- | ------ | ---- | ---- |
| 朝紅龍   | 0    | 1    | 熱海富士 | 1    | 0    | 阿炎   | 1    | 0    | 遠藤   | 1    | 0    |
| 欧勝馬   | 1    | 0    | 阿武剋   | 1    | 0    | 王鵬   | 2    | 0    | 大の里 | 0    | 1    |
| 霧島     | 1    | 0    | 金峰山   | 1    | 1    | 琴櫻   | 1    | 1    | 琴勝峰 | 1    | 0    |
| 佐田の海 | 2    | 0    | 獅司     | 1    | 0    | 正代   | 1    | 0    | 白熊   | 1    | 0    |
| 大栄翔   | 0    | 2    | 髙安     | 0    | 1    | 尊富士 | 1    | 0    | 美ノ海 | 1    | 1    |
| 千代翔馬 | 1    | 0    | 時疾風   | 1    | 0    | 翔猿   | 1    | 0    | 伯桜鵬 | 2    | 0    |
| 豊昇龍   | 1    | 0    | 御嶽海   | 1    | 0    | 翠富士 | 1    | 0    | 明生   | 2    | 0    |
| 竜電     | 0    | 1    | 若隆景   | 1    | 1    | 若元春 | 1    | 0    |        |      |      |

## 改名歴
- 安青錦 新大（あおにしき あらた）2023年9月場所 -